# 倭館軌道
倭館軌道（わかんきどう、朝: 왜관궤도）はかつて慶尚北道漆谷郡に存在した軽便鉄道路線。小型の担架式無蓋車を2人の労働者が押す人車軌道方式の路線であった。経営者の名から、徳山伝八軌道とも称された。

## 概要
- 洛東江を通じて水運された木材などの主要な集積地として栄えていた洛東江岸から、少し離れた内陸部に開業した京釜線の倭館駅への物資輸送目的で開業したとされる[1][3]。
- 路線長：1.1km
- 軌間：610mm(狭軌)
- 駅数：2駅
- 複線区間：なし
- 電化区間：なし

## 駅一覧
- 倭館駅
- 洛東江岸駅

## 当時の遺構
使用された設備などは殆ど残っていないが、かつて同線の通っていた通りに小鉄街(朝: 소철가)という名が残っている。